# Mangere
Mangere è un'isola di 1,13 km² facente parte delle Chatham, un gruppo insulare situato 800 km a est dell'Isola del Sud della Nuova Zelanda. È posta in vicinanza delle coste occidentali dell'isola di Pitt, 45 km a sud-est di Waitangi, sull'isola Chatham, il principale insediamento dell'arcipelago.
Mangere e la vicina Piccola Mangere (o Tapuaenuku) costituiscono i resti erosi di un antico vulcano di epoca pliocenica. Il punto più elevato dell'isola, Whakapa, misura 292 m di altezza.
Interamente ricoperta di foreste fino agli anni novanta del XIX secolo, l'isola è stata in gran parte disboscata allo scopo di creare pascoli per gli ovini. Vi furono introdotti anche conigli e gatti, ma non riuscirono ad ambientarsi e morirono poco dopo. Abitata da allevatori fino al 1966, Mangere è divenuta in seguito proprietà del Governo della Nuova Zelanda, che ne ha fatto una Riserva Naturale. Le ultime pecore rimaste vennero eliminate nel 1968 e da allora sull'isola viene portato avanti un progetto di recupero naturale che dura tuttora. Sull'isola sono state reintrodotte varie specie di uccelli endemiche delle Chatham, come il beccaccino delle Chatham (nel 1970), la balia melanica delle Isole Chatham (nel 1976), la balia della Nuova Zelanda (nel 1987) e il corriere ripario (negli anni novanta).